# 네스팅
네스팅(Nesting)은 선거구 획정에서 미국 하원 밑에 미국 주 상원, 그 밑에 주 하원, 혹은 대한민국 국회의원 선거구 밑에 광역의원 선거구, 그 밑에 기초의원 선거구를 배정하는 것처럼 선거구의 경계를 나누는 방법이다.